# Liste der finnischen Botschafter in den Niederlanden
Liste der finnischen Botschafter in den Niederlanden.
| Ernennung Akkreditierung | Name                | Bemerkungen | ernannt von          | akkreditiert während der Regierung von | Posten verlassen |
| ------------------------ | ------------------- | ----------- | -------------------- | -------------------------------------- | ---------------- |
| 1947                     | Asko Ivalo          |             | Juho Kusti Paasikivi | Louis Beel                             | 1951             |
| 1951                     | Aarno Yrjö-Koskinen |             | Juho Kusti Paasikivi | Willem Drees                           | 1951             |
| 1951                     | Aarne Wuorimaa      |             | Juho Kusti Paasikivi | Willem Drees                           | 1957             |
| 1969                     | Helge von Knorring  |             | Urho Kekkonen        | Piet de Jong                           | 1964             |
| 1964                     | Sigurd von Numers   |             | Urho Kekkonen        | Victor Marijnen                        | 1970             |
| 1970                     | Paul Gustafson      |             | Urho Kekkonen        | Piet de Jong                           | 1973             |
| 1973                     | Henrik Blomstedt    |             | Urho Kekkonen        | Joop den Uyl                           | 1978             |
| 1978                     | Ensio Helaniemi     |             | Urho Kekkonen        | Dries van Agt                          | 1983             |
| 1983                     | Matti Häkkänen      |             | Mauno Koivisto       | Ruud Lubbers                           | 1987             |
| 1987                     | Osmo Lares          |             | Mauno Koivisto       | Ruud Lubbers                           | 1989             |
| 1989                     | Joel Pekuri         |             | Mauno Koivisto       | Ruud Lubbers                           | 1991             |
| 1991                     | Erkki Mäentakanen   |             | Mauno Koivisto       | Ruud Lubbers                           | 1997             |
| 1998                     | Pertti Harvola      |             | Martti Ahtisaari     | Wim Kok                                | 2001             |
| 2001                     | Pekka Säilä         |             | Tarja Halonen        | Wim Kok                                | 2005             |
| 2005                     | Mikko Jokela        |             | Tarja Halonen        | Jan Peter Balkenende                   | 2009             |
| 2009                     | Klaus Korhonen      |             | Tarja Halonen        | Jan Peter Balkenende                   |                  |